# Козак Ганна Петрівна
Ганна Петрівна Козак (нар. 1935, село Велика Фосня, тепер Овруцького району Житомирської області — ?) — українська радянська діячка, новатор сільськогосподарського виробництва, доярка колгоспу імені Леніна Овруцького району Житомирської області. Депутат Верховної Ради УРСР 7—8-го скликань.

## Біографія
Народилася в селянській родині.
З 1960-х років — доярка колгоспу імені Леніна села Велика Фосня Овруцького району Житомирської області. Досягала високих надоїв молока. У 1965 році надоїла від кожної з 32 корів 2 236 кілограмів молока, а у 1966 році — по 2 467 кг.
Потім — на пенсії.

## Нагороди
- ордени
- медалі